# ماتيو ليجناني
ماتيو ليجناني (بالإيطالية: Matteo Lignani)‏ (7 سبتمبر 1991 بتشيتا دي كاستيلو في إيطاليا - ) هو لاعب كرة قدم إيطالي في مركز الوسط. لعب مع سي إف آر كلوج ونادي بيروجيا ونادي فاريسي ونادي كرينز ونادي ليفورنو.

## وصلات خارجية
- ماتيو ليجناني على موقع قاعدة بيانات كرة القدم.إي يو (الإنجليزية)